# Eagle-Eye Cherry
Lanoo Eagle-Eye Cherry, född 7 maj 1968 i Stockholm, är en svensk-amerikansk sångare.

## Biografi
Eagle-Eye Cherry är son till den amerikanske musikern Don Cherry och den svenska konstnären Moki Karlsson och halvbror till Neneh Cherry. Förnamnet Eagle-Eye fick han av sin far för att han gav honom en enögd blick när han föddes. Under 1970-talet bodde familjen i Tågarps skola, utanför Farstorp i Hässleholms kommun. Den gamla folkskolan blev ett kulturcentrum där modern startade en musik- och barnteater. Senare flyttade familjen till New York där Cherry började studera på School of Performing Arts.
Cherry slog igenom med låten "Save Tonight" från albumet Desireless, som blev en stor hitlåt 23 november 1997.
Han har också medverkat i ett antal spelfilmer, bland annat gör han en roll i filmen Att göra en pudel (2006) och 2018 medverkade han i Lyckligare kan ingen vara.
År 2023 deltog han i den fjortonde säsongen av TV-programmet Så mycket bättre.
Han är sambo med Sofia Weman och tillsammans har de en dotter.

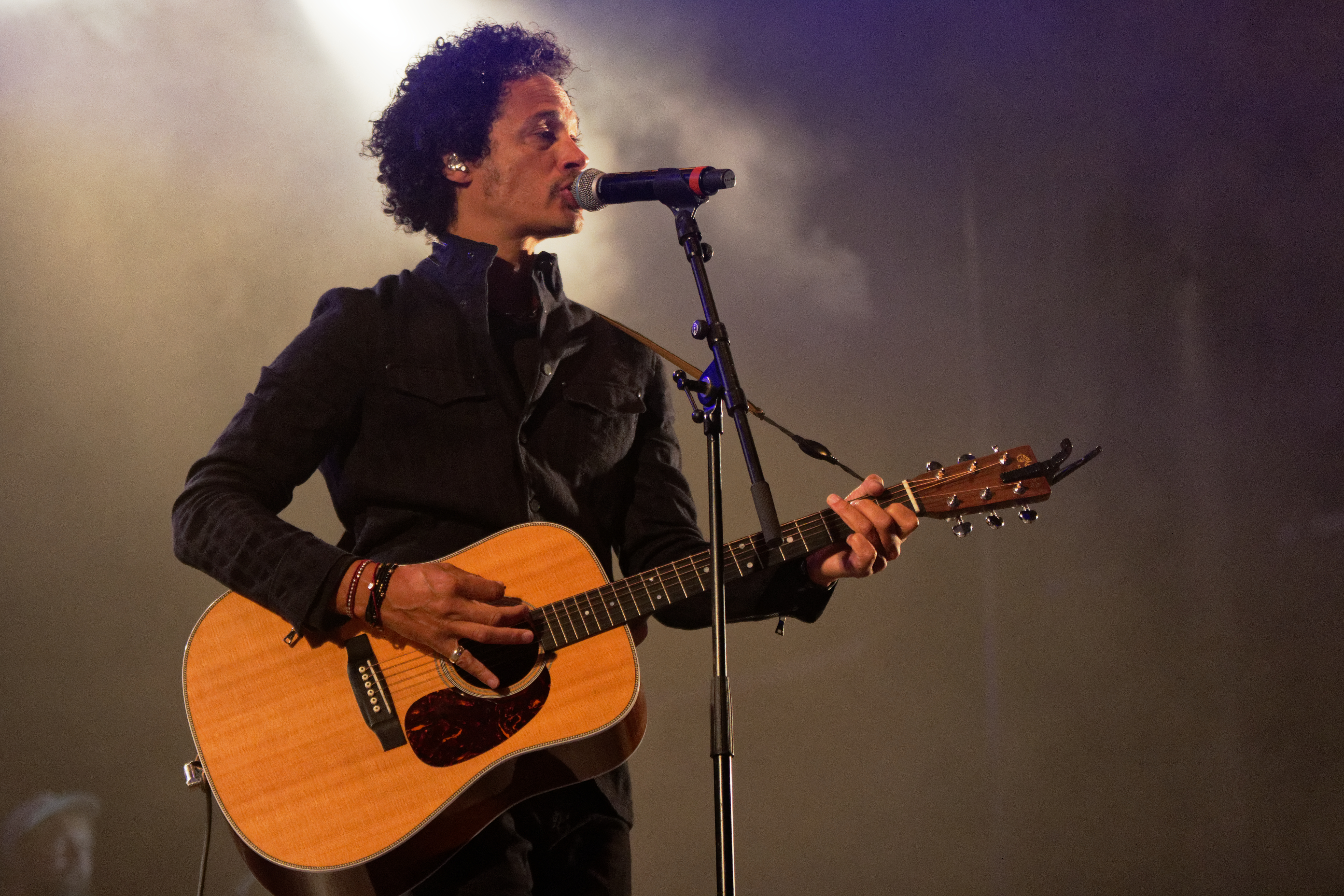
Eagle-Eye Cherry på scen 2019.

## Diskografi

### Album
| År   | Album                        | Topplacering | Topplacering | Topplacering | Topplacering | Topplacering | Topplacering | Topplacering | Topplacering | Topplacering | Topplacering |
| År   | Album                        | SWE          | UK           | AUS          | AUT          | FRA          | GER          | NL           | NZ           | SWI          | US           |
| ---- | ---------------------------- | ------------ | ------------ | ------------ | ------------ | ------------ | ------------ | ------------ | ------------ | ------------ | ------------ |
| 1997 | Desireless                   | 2            | 3            | —            | 4            | 4            | 23           | 31           | 16           | 4            | 45           |
| 2000 | Living in the Present Future | 3            | 12           | 33           | 30           | 10           | 23           | —            | —            | 6            | —            |
| 2001 | Present / Future             | —            | —            | —            | —            | —            | —            | —            | —            | —            | —            |
| 2003 | Sub Rosa                     | 40           | —            | —            | —            | 53           | —            | —            | —            | 31           | —            |
| 2007 | Live and Kicking             | —            | —            | —            | —            | —            | —            | —            | —            | —            | —            |
| 2012 | Can't Get Enough             | —            | —            | —            | —            | —            | —            | —            | —            | —            | —            |
| 2018 | Streets Of You               | —            | —            | —            | —            | —            | —            | —            | —            | —            | —            |
| 2023 | Back on Track                | —            | —            | —            | —            | —            | —            | —            | —            | —            | —            |

### Singlar
| År   | Titel                                                       | Topplacering | Topplacering | Topplacering | Topplacering | Topplacering | Topplacering | Topplacering | Topplacering | Topplacering | Topplacering | Album                        |
| År   | Titel                                                       | SWE          | UK           | AUS          | FRA          | GER          | IRE          | NL           | NZ           | SWI          | US           | Album                        |
| ---- | ----------------------------------------------------------- | ------------ | ------------ | ------------ | ------------ | ------------ | ------------ | ------------ | ------------ | ------------ | ------------ | ---------------------------- |
| 1997 | "Save Tonight"                                              | 2            | 6            | 20           | 11           | 18           | 3            | 9            | 35           | 7            | 5            | Desireless                   |
| 1998 | "When Mermaids Cry"                                         | 34           | —            | —            | —            | —            | —            | —            | —            | —            | —            | Desireless                   |
| 1998 | "Falling in Love Again"                                     | —            | 8            | —            | 48           | 81           | 23           | 70           | —            | —            | —            | Desireless                   |
| 1999 | "Permanent Tears"                                           | —            | 43           | —            | —            | —            | —            | —            | —            | —            | —            | Desireless                   |
| 2000 | "Are You Still Having Fun?"                                 | 18           | 21           | —            | 37           | 81           | 39           | 79           | 41           | 31           | —            | Living in the Present Future |
| 2000 | "Long Way Around" (Eagle-Eye Cherry featuring Neneh Cherry) | —            | 48           | —            | 60           | 85           | —            | 81           | —            | 45           | —            | Living in the Present Future |
| 2000 | "Promises Made"                                             | —            | —            | —            | —            | —            | —            | —            | —            | —            | —            | Living in the Present Future |
| 2000 | "Miss Fortune"                                              | —            | —            | —            | —            | —            | —            | —            | —            | —            | —            | Living in the Present Future |
| 2000 | "Heaven"                                                    | —            | —            | —            | —            | —            | —            | —            | —            | —            | —            |                              |
| 2001 | "Feels So Right"                                            | —            | —            | —            | —            | —            | —            | —            | —            | —            | —            | Present / Future             |
| 2003 | "Skull Tattoo"                                              | 54           | 158          | —            | —            | —            | —            | 99           | —            | 64           | —            | Sub Rosa                     |
| 2003 | "Don't Give Up"                                             | —            | —            | —            | —            | —            | —            | —            | —            | —            | —            | Sub Rosa                     |

### Fotnoter
1. ↑  Aftonbladet puls: Eagle Eye Cherry – intervju
2. ↑  ”Ett sista farväl av Moki Cherry”. Kristianstadsbladet. 25 september 2009. https://www.kristianstadsbladet.se/familj/ett-sista-farval-av-moki-cherry/. Läst 25 juli 2023.
3. ↑  Eagle-Eye Cherry | Music Biography, Credits and Discography | AllMusic
4. ↑  ”Hemma för att ladda batterierna”. Norra Skåne. 4 augusti 2009. https://www.nsk.se/familj/hemma-for-att-ladda-batterierna/. Läst 25 juli 2023.
5. ↑  ”Neneh: "Jag är otroligt chockad"”. Expressen. 4 september 2009. https://www.expressen.se/kvallsposten/neneh-jag-ar-otroligt-chockad/. Läst 6 november 2023.
6. 1 2  ”Eagle-Eye Cherry klar för ”Så mycket bättre””. Aftonbladet. 19 april 2023. https://www.aftonbladet.se/a/O8mGBV. Läst 6 november 2023.
7. 1 2  swedishcharts.com - Discography Eagle-Eye Cherry
8. 1 2  Roberts, David (2006). British Hit Singles & Albums (19th). London: Guinness World Records Limited. sid. 103. ISBN 1-904994-10-5
9. 1 2  australian-charts.com - Discography Eagle-Eye Cherry
10. ↑  austriancharts.at - Discographie Eagle-Eye Cherry
11. 1 2  lescharts.com - Discographie Eagle-Eye Cherry
12. ↑  ”Musicline.de - Chartverfolgung / Eagle-Eye Cherry / Longplay”. Arkiverad från originalet den 2 februari 2012. https://web.archive.org/web/20120202042315/http://www.musicline.de/de/chartverfolgung_summary/artist/Cherry%2CEagle-Eye/?type=longplay. Läst 29 maj 2011.
13. ↑  ”Musicline.de - Chartverfolgung / Eagle Eye Cherry / Longplay”. Arkiverad från originalet den 2 februari 2012. https://web.archive.org/web/20120202044537/http://www.musicline.de/de/chartverfolgung_summary/artist/CHERRY%2CEAGLE+EYE/?type=longplay. Läst 29 maj 2011.
14. 1 2  dutchcharts.nl - Discografie Eagle-Eye Cherry
15. 1 2  ”charts.org.nz - Discography Eagle-Eye Cherry”. Arkiverad från originalet den 2 november 2012. https://web.archive.org/web/20121102154725/http://charts.org.nz/showinterpret.asp?interpret=Eagle-Eye+Cherry. Läst 29 maj 2011.
16. 1 2  hitparade.ch > Eagle-Eye Cherry
17. ↑  AllMusic - Billboard Chart Albums > Eagle-Eye Cherry
18. ↑  Chart Log UK 1994–2008: Chris C. – CZR > Eagle-Eye Cherry
19. ↑  ”Musicline.de - Chartverfolgung / Eagle-Eye Cherry / Single”. Arkiverad från originalet den 2 februari 2012. https://web.archive.org/web/20120202044936/http://www.musicline.de/de/chartverfolgung_summary/artist/Cherry%2CEagle-Eye/single?sort=entry. Läst 29 maj 2011.
20. ↑  ”Musicline.de - Chartverfolgung / Eagle Eye Cherry / Single”. Arkiverad från originalet den 2 februari 2012. https://web.archive.org/web/20120202045012/http://www.musicline.de/de/chartverfolgung_summary/artist/CHERRY%2CEAGLE+EYE/single. Läst 29 maj 2011.
21. ↑  The Irish Charts - search the charts > Eagle-Eye Cherry
22. ↑  irish-charts.com - Discography Eagle-Eye Cherry
23. ↑  AllMusic - Billboard Chart Singles > Eagle-Eye Cherry